# Cserbel község
Cserbel község (románul: Comuna Cerbăl) község Hunyad megyében, Romániában. Központja Cserbel, beosztott falvai Aranyos, Feresd, Merisor, Pojenicatomi, Pojánarekiceli, Szocsed, Ulm.

## Népessége
A 2011-es népszámlálás adatai alapján a község népessége 474 fő volt.